# Llista d'asteroides/211701-211800
| Nom      | Designació provisional | Data de descobriment   | Lloc de descobriment | Descobridor/s  |
| -------- | ---------------------- | ---------------------- | -------------------- | -------------- |
| 211701 - | 2003 WD153             | 26 de novembre de 2003 | Anderson Mesa        | LONEOS         |
| 211702 - | 2003 WK169             | 19 de novembre de 2003 | Palomar              | NEAT           |
| 211703 - | 2003 XB1               | 1 de desembre de 2003  | Kitt Peak            | Spacewatch     |
| 211704 - | 2003 XE2               | 1 de desembre de 2003  | Socorro              | LINEAR         |
| 211705 - | 2003 XD4               | 1 de desembre de 2003  | Socorro              | LINEAR         |
| 211706 - | 2003 XB6               | 3 de desembre de 2003  | Socorro              | LINEAR         |
| 211707 - | 2003 XZ6               | 3 de desembre de 2003  | Anderson Mesa        | LONEOS         |
| 211708 - | 2003 XB10              | 4 de desembre de 2003  | Socorro              | LINEAR         |
| 211709 - | 2003 XQ16              | 14 de desembre de 2003 | Palomar              | NEAT           |
| 211710 - | 2003 XD18              | 14 de desembre de 2003 | Palomar              | NEAT           |
| 211711 - | 2003 YF1               | 17 de desembre de 2003 | Socorro              | LINEAR         |
| 211712 - | 2003 YH3               | 19 de desembre de 2003 | Kingsnake            | J. V. McClusky |
| 211713 - | 2003 YR16              | 17 de desembre de 2003 | Kitt Peak            | Spacewatch     |
| 211714 - | 2003 YT19              | 17 de desembre de 2003 | Kitt Peak            | Spacewatch     |
| 211715 - | 2003 YT25              | 18 de desembre de 2003 | Socorro              | LINEAR         |
| 211716 - | 2003 YA28              | 17 de desembre de 2003 | Palomar              | NEAT           |
| 211717 - | 2003 YV35              | 19 de desembre de 2003 | Socorro              | LINEAR         |
| 211718 - | 2003 YH37              | 17 de desembre de 2003 | Kitt Peak            | Spacewatch     |
| 211719 - | 2003 YK38              | 19 de desembre de 2003 | Kitt Peak            | Spacewatch     |
| 211720 - | 2003 YX38              | 19 de desembre de 2003 | Socorro              | LINEAR         |
| 211721 - | 2003 YF40              | 19 de desembre de 2003 | Kitt Peak            | Spacewatch     |
| 211722 - | 2003 YB44              | 19 de desembre de 2003 | Kitt Peak            | Spacewatch     |
| 211723 - | 2003 YC53              | 19 de desembre de 2003 | Kitt Peak            | Spacewatch     |
| 211724 - | 2003 YA60              | 19 de desembre de 2003 | Kitt Peak            | Spacewatch     |
| 211725 - | 2003 YO66              | 20 de desembre de 2003 | Socorro              | LINEAR         |
| 211726 - | 2003 YY73              | 18 de desembre de 2003 | Socorro              | LINEAR         |
| 211727 - | 2003 YS77              | 18 de desembre de 2003 | Socorro              | LINEAR         |
| 211728 - | 2003 YQ82              | 18 de desembre de 2003 | Kitt Peak            | Spacewatch     |
| 211729 - | 2003 YS91              | 20 de desembre de 2003 | Palomar              | NEAT           |
| 211730 - | 2003 YR101             | 19 de desembre de 2003 | Socorro              | LINEAR         |
| 211731 - | 2003 YF104             | 21 de desembre de 2003 | Socorro              | LINEAR         |
| 211732 - | 2003 YS105             | 22 de desembre de 2003 | Socorro              | LINEAR         |
| 211733 - | 2003 YJ109             | 22 de desembre de 2003 | Socorro              | LINEAR         |
| 211734 - | 2003 YT118             | 27 de desembre de 2003 | Kitt Peak            | Spacewatch     |
| 211735 - | 2003 YE121             | 27 de desembre de 2003 | Socorro              | LINEAR         |
| 211736 - | 2003 YK122             | 27 de desembre de 2003 | Kitt Peak            | Spacewatch     |
| 211737 - | 2003 YR125             | 27 de desembre de 2003 | Socorro              | LINEAR         |
| 211738 - | 2003 YV136             | 25 de desembre de 2003 | Socorro              | LINEAR         |
| 211739 - | 2003 YD138             | 27 de desembre de 2003 | Kitt Peak            | Spacewatch     |
| 211740 - | 2003 YN144             | 28 de desembre de 2003 | Socorro              | LINEAR         |
| 211741 - | 2003 YN147             | 29 de desembre de 2003 | Socorro              | LINEAR         |
| 211742 - | 2003 YA149             | 29 de desembre de 2003 | Catalina             | CSS            |
| 211743 - | 2003 YL149             | 29 de desembre de 2003 | Catalina             | CSS            |
| 211744 - | 2003 YQ150             | 29 de desembre de 2003 | Catalina             | CSS            |
| 211745 - | 2003 YO153             | 29 de desembre de 2003 | Catalina             | CSS            |
| 211746 - | 2003 YM156             | 16 de desembre de 2003 | Catalina             | CSS            |
| 211747 - | 2003 YL162             | 17 de desembre de 2003 | Palomar              | NEAT           |
| 211748 - | 2003 YW180             | 17 de desembre de 2003 | Kitt Peak            | Spacewatch     |
| 211749 - | 2003 YY180             | 18 de desembre de 2003 | Socorro              | LINEAR         |
| 211750 - | 2004 AC2               | 13 de gener de 2004    | Anderson Mesa        | LONEOS         |
| 211751 - | 2004 AP3               | 13 de gener de 2004    | Anderson Mesa        | LONEOS         |
| 211752 - | 2004 AK9               | 14 de gener de 2004    | Palomar              | NEAT           |
| 211753 - | 2004 AL9               | 14 de gener de 2004    | Palomar              | NEAT           |
| 211754 - | 2004 AR16              | 15 de gener de 2004    | Kitt Peak            | Spacewatch     |
| 211755 - | 2004 BU2               | 16 de gener de 2004    | Palomar              | NEAT           |
| 211756 - | 2004 BT4               | 16 de gener de 2004    | Palomar              | NEAT           |
| 211757 - | 2004 BU11              | 16 de gener de 2004    | Palomar              | NEAT           |
| 211758 - | 2004 BF12              | 16 de gener de 2004    | Palomar              | NEAT           |
| 211759 - | 2004 BC16              | 18 de gener de 2004    | Palomar              | NEAT           |
| 211760 - | 2004 BB17              | 17 de gener de 2004    | Palomar              | NEAT           |
| 211761 - | 2004 BR21              | 19 de gener de 2004    | Anderson Mesa        | LONEOS         |
| 211762 - | 2004 BL27              | 16 de gener de 2004    | Kitt Peak            | Spacewatch     |
| 211763 - | 2004 BP45              | 21 de gener de 2004    | Socorro              | LINEAR         |
| 211764 - | 2004 BF47              | 21 de gener de 2004    | Socorro              | LINEAR         |
| 211765 - | 2004 BR49              | 21 de gener de 2004    | Socorro              | LINEAR         |
| 211766 - | 2004 BP52              | 21 de gener de 2004    | Socorro              | LINEAR         |
| 211767 - | 2004 BT52              | 21 de gener de 2004    | Socorro              | LINEAR         |
| 211768 - | 2004 BR53              | 22 de gener de 2004    | Socorro              | LINEAR         |
| 211769 - | 2004 BF55              | 22 de gener de 2004    | Socorro              | LINEAR         |
| 211770 - | 2004 BE77              | 22 de gener de 2004    | Socorro              | LINEAR         |
| 211771 - | 2004 BO80              | 24 de gener de 2004    | Socorro              | LINEAR         |
| 211772 - | 2004 BQ90              | 24 de gener de 2004    | Socorro              | LINEAR         |
| 211773 - | 2004 BF96              | 24 de gener de 2004    | Socorro              | LINEAR         |
| 211774 - | 2004 BA98              | 27 de gener de 2004    | Kitt Peak            | Spacewatch     |
| 211775 - | 2004 BE113             | 27 de gener de 2004    | Kitt Peak            | Spacewatch     |
| 211776 - | 2004 BD116             | 26 de gener de 2004    | Anderson Mesa        | LONEOS         |
| 211777 - | 2004 BJ117             | 28 de gener de 2004    | Catalina             | CSS            |
| 211778 - | 2004 BC121             | 31 de gener de 2004    | Socorro              | LINEAR         |
| 211779 - | 2004 BO131             | 16 de gener de 2004    | Kitt Peak            | Spacewatch     |
| 211780 - | 2004 BA132             | 16 de gener de 2004    | Kitt Peak            | Spacewatch     |
| 211781 - | 2004 BT137             | 19 de gener de 2004    | Kitt Peak            | Spacewatch     |
| 211782 - | 2004 BK141             | 19 de gener de 2004    | Kitt Peak            | Spacewatch     |
| 211783 - | 2004 BP149             | 16 de gener de 2004    | Kitt Peak            | Spacewatch     |
| 211784 - | 2004 CE19              | 11 de febrer de 2004   | Kitt Peak            | Spacewatch     |
| 211785 - | 2004 CZ22              | 12 de febrer de 2004   | Kitt Peak            | Spacewatch     |
| 211786 - | 2004 CW28              | 12 de febrer de 2004   | Kitt Peak            | Spacewatch     |
| 211787 - | 2004 CJ44              | 12 de febrer de 2004   | Kitt Peak            | Spacewatch     |
| 211788 - | 2004 CL45              | 13 de febrer de 2004   | Kitt Peak            | Spacewatch     |
| 211789 - | 2004 CR58              | 10 de febrer de 2004   | Palomar              | NEAT           |
| 211790 - | 2004 CB60              | 11 de febrer de 2004   | Kitt Peak            | Spacewatch     |
| 211791 - | 2004 CL65              | 14 de febrer de 2004   | Haleakala            | NEAT           |
| 211792 - | 2004 CF68              | 11 de febrer de 2004   | Kitt Peak            | Spacewatch     |
| 211793 - | 2004 CN69              | 11 de febrer de 2004   | Palomar              | NEAT           |
| 211794 - | 2004 CY69              | 11 de febrer de 2004   | Palomar              | NEAT           |
| 211795 - | 2004 CG94              | 11 de febrer de 2004   | Palomar              | NEAT           |
| 211796 - | 2004 CC100             | 15 de febrer de 2004   | Catalina             | CSS            |
| 211797 - | 2004 CR104             | 13 de febrer de 2004   | Palomar              | NEAT           |
| 211798 - | 2004 CP113             | 13 de febrer de 2004   | Anderson Mesa        | LONEOS         |
| 211799 - | 2004 CL120             | 12 de febrer de 2004   | Kitt Peak            | Spacewatch     |
| 211800 - | 2004 CW120             | 12 de febrer de 2004   | Kitt Peak            | Spacewatch     |